# Lolasur, Gokak
Lolasur là một làng thuộc tehsil Gokak, huyện Belgaum, bang Karnataka, Ấn Độ.